# Cestromoecha
Cestromoecha är ett släkte av insekter. Cestromoecha ingår i familjen vårtbitare.
Kladogram enligt Catalogue of Life:
| Cestromoecha | \| \| Cestromoecha crassipes \| \| \| \| \| \| Cestromoecha mundamensis \| \| \| \| \| \| Cestromoecha tenuipes \| \| \| \| |
|              | \| \| Cestromoecha crassipes \| \| \| \| \| \| Cestromoecha mundamensis \| \| \| \| \| \| Cestromoecha tenuipes \| \| \| \| |
|              | Cestromoecha crassipes |
|              | |
|              | Cestromoecha mundamensis |
|              | |
|              | Cestromoecha tenuipes |
|              | |